# Списак места Светске баштине у Африци
Ово је Унесков списак места Светске баштине у Африци:

## Алжир
- Al Qal'a of Beni Hammad
- Casbah of Algiers
- Djémila
- M'Zab Valley
- Tassili n'Ajjer
- Тимгад
- Tipasa

## Бенин
- Краљевске палате у Абомеју

## Буркина Фасо
- Рушевине у Лоропенију

## Боцвана
- Цодило

## Гамбија
- James Island and Related Sites

## Гана
- Asante Traditional Buildings
- Forts and Castles, Volta, Greater Accra, Central and Western Regions

## Гвинеја
- Строги резерват природе планине Нимба

## Демократска Република Конго
- Национални парк Гарамба
- Национални парк Кахузи-Биега
- Резерват Окапи
- Национални парк Салонга
- Национални парк Вирунга

## Египат
- Абу Мена
- Древна Теба са својом некрополом
- Исламски Каиро
- Мемфис и његова некропола (Гиза)
- Споменици у Нубији од Абу Симбела до Филе
- Манастир Свете Катарине на Синају
- Вади ал Хитан (долина китових фосила)

## Етиопија
- Аксум
- Фасил Геби, у региону Гондар
- Доњи ток реке Аваш
- Доњи ток реке Омо
- Цркве у стенама у Лалибели
- Национални парк Семијен
- Тија
- Крајолик Консо

## Зеленортска Острва
- Сидаде Веља, историјски део града Рибеира Гранде

## Зимбабве
- Велики Зимбабве Национални споменик
- Ками (рушевине) Национални споменик
- Мана Пулс национални парк, Сапи (Sapi) и Чевори (Chewore) сафари подручја
- Викторијини водопади (Mosi-oa-Tunya) национални парк
- Матопо национални парк

## Јужна Африка
- Fossil Hominid Sites of Sterkfontein, Swartkrans, Kromdraai and Environs (The 'Cradle of Humankind')
- The Greater St. Lucia Wetland Park
- Robben Island
- Drakensberg Park
- Mapungubwe Cultural Landscape
- Cape Floral Region Protected Areas
- Vredefort Dome

## Камерун
- Зоолошки резерват Ђа

## Кенија
- Национални паркови језера Туркана
- Ламу, стари град
- Планина Кенија национални парк / природна шума
- Систем језера Велике раседне долине
- Тврђава Исуса у Момбаси

## Либија
- Археолошко налазиште Кирена
- Археолошко налазиште Лептис Магна
- Археолошко налазиште Сабрата
- Стари град Гадамес
- Уметност на стенама Тадрарт Акакус

## Мадагаскар
- The Royal Hill of Ambohimanga
- Tsingy de Bemaraha Strict Nature Reserve

## Малави
- Национални парк Језеро Малави

## Мали
- Cliff of Bandiagara (Land of the Dogons)
- Old Towns of Djenné
- Тимбукту
- Tomb of Askia

## Мароко
- Архолошко налазиште Волубилис
- Историјски град Мекнес
- Ksar of Ait-Ben-Haddou
- Мединаоf уЕсуарији
- Медина у Фесу
- Медина у Маракешу
- Медина у Тетуану
- Португалски град Мазаган
- Рабат

## Мауританија
- Ancient Ksour of Ouadane, Chinguetti, Tichitt and Oualata
- Banc d'Arguin National Park

## Мозамбик
- Island of Mozambique

## Нигер
- Резервати природе планине Аир и пустиња Тенере
- Национални парк

## Нигерија
- Sukur Cultural Landscape
- Osun-Osogbo Sacred Grove

## Обала Слоноваче
- Национални парк Комое
- Taï National Park
- Строги резерват природе планине Нимба
- Историјски град Гранд-Басам

## Сенегал
- Djoudj National Bird Sanctuary
- Island of Gorée
- Island of Saint-Louis
- Niokolo-Koba National Park
- Национални парк Делта Салума

## Сејшели
- Алдабра
- Резерват Долина Ме

## Судан
- Gebel Barkal and the Sites of the Napatan Region
- Археолошка налазишта на острву Мерое

## Танзанија
- Национални парк Килиманџаро
- Нгоронгоро
- Килва Кисивани и Сонго Мнара
- Selous Game Reserve
- Национални парк Серенгети
- Камени град, Занзибар

## Того
- Koutammakou, Land of the Batammariba

## Тунис
- Амфитеатар у Ел Џему
- Археолошко налазиште Дуга/Туга
- Национални парк Ичекул
- Керуан
- Медина у Сусу
- Медина у Тунису
- Картагински град Керкуан и његова некропола
- Археолошко налазиште Картагина

## Уганда
- Bwindi Impenetrable National Park
- Ruwenzori Mountains National Park
- Tombs of Buganda Kings at Kasubi

## Централна Афричка Република
- Маново-Гунда Ст. Флорис Национални парк